# Die Wellen auf dem Hong-Hu-See
Die Wellen auf dem Hong-Hu-See (chinesisch 洪湖水浪打浪, Pinyin Hóng Hú shuǐ làng dá làng) ist ein chinesisches Rotes Lied. Es handelt sich um die Titelmusik des Films „Die Roten Wachen auf dem Honghu-See“ aus dem Jahr 1961, der wiederum eine Bearbeitung eines gleichnamigen Propaganda-Musicals von 1958 ist. Seine Protagonistin führt die Guerilla-Truppen gegen die Warlord-Banditen.
Das Lied spiegelt den Zeitgeist der damaligen revolutionären Lieder wider. 1962 erhielt es den Preis „Beste Musik“ des ersten Hundred Flowers Awards.
Ein Teil des Liedes entstammt einer Volksballade, der „Xianghe-Ballade“, worin die Leiden des Volkes unter dem Hochwasser zum Ausdruck gebracht werden. Der Komponist Zhang Jing’an ließ dies in sein Stück „Die Wellen auf dem Honghu-See“ einfließen. Der Hong-Hu-See in der Provinz Hubei befindet sich nördlich des Dongjing-Flusses. Weil es im See oftmals Hochwasser gibt, wird er als „Hong Hu“ („Hochwasser-See“) bezeichnet.
Im Bürgerkrieg zwischen den chinesischen Kommunisten und der chinesischen Nationalregierung unterschieden sich die Roten Wachen (chiweidui) von den Partisanen darin, dass sie für lokale Verteidigung zuständig waren, während sich die Guerillas der beweglichen Kriegsführung widmeten.

## Zitat
„This revolutionary song was written for a successful music and dance theatre piece in 1959. It was made into a very popular film (Hong Hu Chi Wei Dui, d. Xie Tian, 1961) depicting how the Red Army in 1930 lead local people to fight against the Nationalist army. As with many of the revolutionary operas, the protagonist is a woman who leads the guerilla forces against the warlord bandits. The song, opera, and film were favorites of the 1960s generation.“

| chinesisch | Pinyin | Übersetzung |
| --- | --- | --- |
| 洪湖水呀浪呀嘛浪打浪啊 洪湖岸边是呀嘛是家乡啊 清早船儿去呀去撒网 晚上回来鱼满舱啊啊。 四处野鸭和菱藕 秋收满帆稻谷香 人人都说天堂美 怎比我洪湖鱼米乡啊啊。 洪湖水呀长呀嘛长又长啊 太阳一出闪呀嘛闪金光啊 共产党的恩情 比那东海深 渔民的光景 一年更比一年强啊。 | Hóng Hú shuǐ ya làng ya ma làngdǎ làng a Hóng Hú àn biān shì ya ma shì jiāxiāng a Qīngzǎo chuán er qù ya qù sā wǎng Wǎnshàng huílái yú mǎn cāng a a. Sìchù yěyā hé líng ǒu Qiūshōu mǎn fān dàogǔ xiāng Rén rén dōu shuō tiāntáng měi Zěn bǐ wǒ hónghú yú mǐ xiāng a a. Hóng Hú shuǐ ya zhǎng ya ma zhǎng yòu zhǎng a Tàiyáng yī chū shǎn ya ma shǎn jīnguāng a Gòngchǎndǎng de ēnqíng Bǐ nà dōnghǎi shēn Yúmín de guāngjǐng Yī nián gèng bǐ yī nián qiáng a. | Rauh ist die Natur des Hong-Hu-Sees, Das Ufer des Hong Hu ist meine Heimat. Früh am Morgen fahren die Boote aus, Spät abends kehren sie mit Fisch beladen zurück. Wildenten und Lotoswurzeln gibt es hier, der Duft der Reisernte erfüllt die Herbstluft, Jeder sagt, noch schöner als der Himmel sei mein Hong-Hu-See. Das Wasser des Hong Hu steigt, die Sonne erstrahlt golden, die Güte der Kommunistischen Partei ist so tief wie das Ostchinesische Meer, betrachtet man die Fischersleute, so werden sie jedes Jahr stärker. |

## Videos
- 洪湖水，浪打浪 (Filmausschnitt) – youtube.com
- 洪湖水浪打浪-宋祖英 (Song Zuying) – tudou.com
- Waves After Waves In Honghu Lake - 洪湖水浪打浪 – youtube.com